# Гаральдур Б'єрнссон
Заголовок цієї статті — це ісландське ім'я, де Гаральдур — особове ім'я, а Б'єрнссон — ім'я по батькові. 
Гаральдур Б'єрнссон (ісл. Haraldur Björnsson, нар. 12 січня 1989, Рейк'явік) — ісландський футболіст, воротар норвезького «Сарпсборг 08».
Насамперед відомий виступами за клуби «Валюр» та «Троттур», а також молодіжну збірну Ісландії.

## Клубна кар'єра
У дорослому футболі дебютував 2009 року виступами за команду клубу «Валюр», взявши участь лише у 9 матчах чемпіонату. 
Своєю грою за цю команду привернув увагу представників тренерського штабу клубу «Троттур», до складу якого приєднався на умовах оренди 2010 року. Відіграв за рейк'явіцьку команду 19 ігор.
У 2011 році повернувся до «Валюра». Цього разу відіграв у складі команди 20 матчів.
До складу норвезького «Сарпсборг 08» приєднався 2012 року. Наразі встиг відіграти за команду із Сарпсборга 22 матчі в національному чемпіонаті.

## Виступи за збірну
У 2011 році залучався до складу молодіжної збірної Ісландії. На молодіжному рівні зіграв у 8 офіційних матчах. Був учасником молодіжної першості Європи 2011 року.

## Титули і досягнення
- Володар Кубка Ісландії (1):

«Стьярнан»: 2018
- Володар Суперкубка Ісландії (1):

«Стьярнан»: 2019